# Raorchestes chalazodes
Raorchestes chalazodes es una especie de anfibio anuro de la familia Rhacophoridae. Habita en la India; es endémica de las montañas Cardamomo.
Esta especie se encuentra en peligro crítico de extinción debido a la destrucción de su hábitat natural. Se trata de un taxón Lázaro, pues fue redescubierto en 2003, tras 125 años sin observaciones científicas.